# Joey Beard
Joseph Edward "Joey" Beard, (nacido el 21 de febrero de 1975 en Fairfax, Virginia) es un exjugador de baloncesto estadounidense. Con 2,10 de estatura, su puesto natural en la cancha era el de pívot. 

## Trayectoria profesional
- Chorale Roanne Basket (1998-1999)
- Gießen 46ers (1999-2000)
- Basket Rimini (2000-2001)
- CB Sevilla (2001-2002)
- Viola Reggio Calabria (2003)
- BC Oostende (2003-2004)
- Pallacanestro  Treviso (2004-2005)
- Pallacanestro Reggiana (2005-2006)
- Pallacanestro Treviso (2006-2007)
- Pallacanestro  Reggiana (2007)
- Veroli Basket (2008)
- Olimpia Milano (2008-2009)
- Southern Generals (2010-2011)